# 透塔摩斯
透塔摩斯（希臘語：Tευταμoς ; 前四世紀人物），他是亞歷山大大帝的馬其頓軍官。
不清楚透塔摩斯先前有什麼功績。但在前319年，安提貞尼斯和他一同率領精銳的銀盾兵，這支部隊是跟隨亞歷山大南征北討的老兵所組成。當歐邁尼斯從卡帕多西亞的諾拉（Nora）逃離後，在奇里乞亞與銀盾兵會合。起初，安提貞尼斯和透塔摩斯奉奧林匹亞絲和帝國攝政波利伯孔之命，聽命於歐邁尼斯，但私底下心中相當不服且不滿，透塔摩斯甚至接受安提柯手下菲羅塔斯的勸誘，意圖殺了歐邁尼斯，但在謹慎的安提貞尼斯勸阻下打消念頭。
在對抗安提柯的戰爭中，他們所率領的銀盾兵在戰事表現耀眼出色，雖然他們之後繼續接受歐邁尼斯領導，但不時展現他們心中的不服，連同陣營中的東方總督們也不服歐邁尼斯和安提貞尼斯等人，整場戰事歐邁尼斯聯合軍一直沒辦法團結鞏固。在前316年的伽比埃奈戰役前，歐邁尼斯旗下的一些將軍們準備在勝利後就危害歐邁尼斯，但在這場戰役不僅沒有獲得全面勝利，反而丟失銀盾兵多年的行囊，於是銀盾兵指揮官之一的透塔摩斯暗自與安提柯接觸協商，並把歐邁尼斯和他的高階將領出賣給安提柯，來換回行囊。此舉透塔摩斯或許也想討好安提柯，把安提貞尼斯給除去，由自己領導銀盾兵。但之後就沒有再提到透塔摩斯的名字，很可能他也跟著大部分的銀盾兵派往阿拉霍西亞。

## 腳註
1. ↑   西西里的狄奧多羅斯, Bibliotheca, xviii. 59, 62; 普魯塔克, 希臘羅馬名人傳, "Eumenes", 13
2. ↑   普魯塔克, 13, 16, 17
3. ↑   狄奧多羅斯, xix. 48

## 來源
- 威廉·史密斯，《希腊羅馬的神話和傳記辭典》, "Teutamus", 波士頓, (1867)